# Castell de Quel
El castell de Quel és una fortalesa construïda l'any 1470 al municipi de Quel (La Rioja). Se situa en un turó de vessant suau pel nord i escarpada pel sud. Compta amb uns 100 metres d'altura, des d'on es podia vigilar i comunicar-se amb altres fortaleses com el castell d'Autol i el castell d'Arnedo. Aquest turó oferia als habitants del castell resguard en cas d'atac, perquè donava recés en un dels flancs. El castell de Quel es compon de dues parts: la torre principal i la muralla.

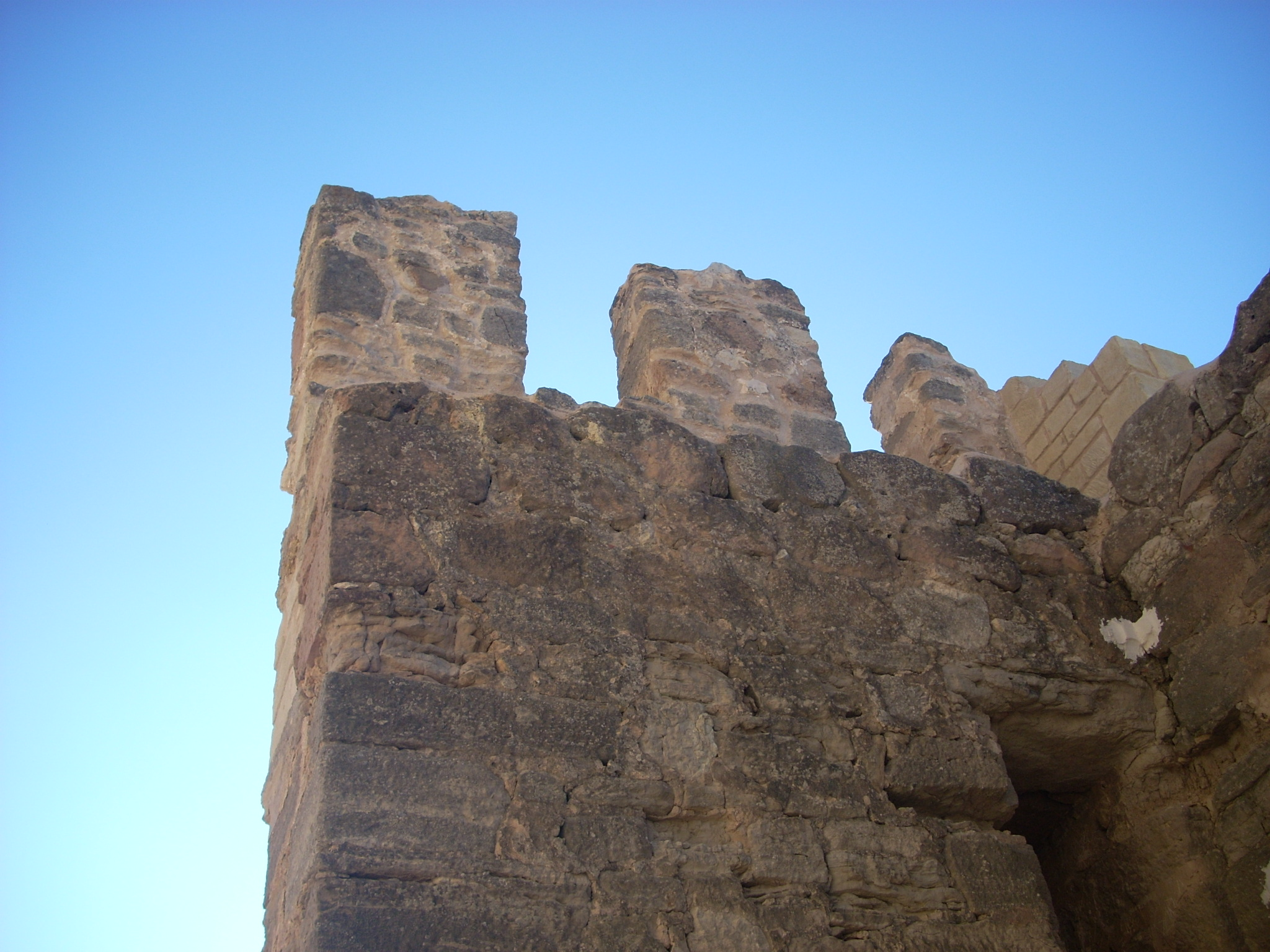
Muralla
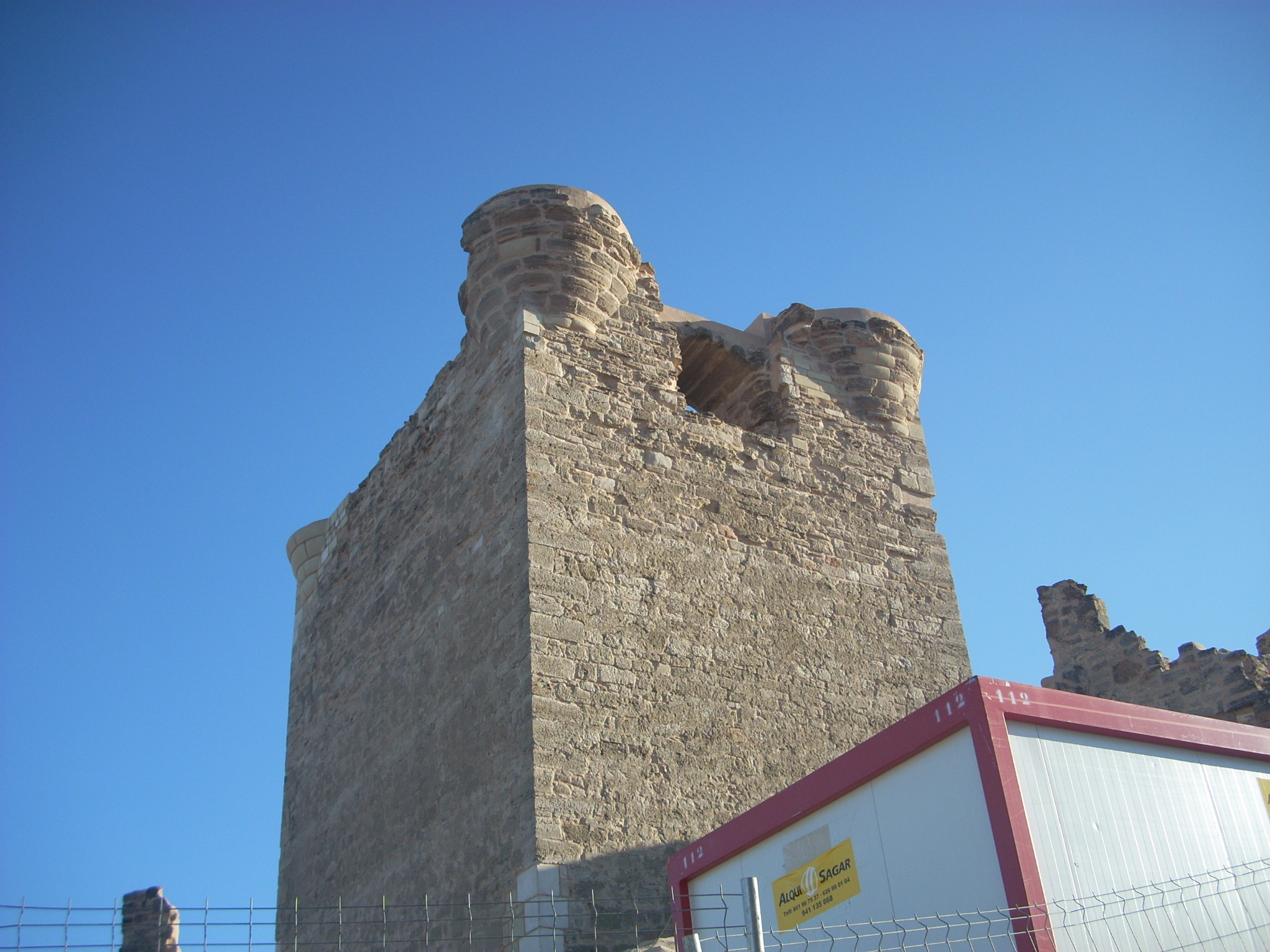
Torre principal